# Coln St. Dennis
Coln St. Dennis é uma paróquia e aldeia do distrito de Cotswold, no condado de Gloucestershire, na Inglaterra. De acordo com o Censo de 2011, tinha 194 habitantes. Tem uma área de 13,58km².